# Such a Night
Such a Night è un brano musicale del 1953 scritto dal musicista statunitense Lincoln Chase e inciso originariamente dal gruppo vocale The Drifters nel 1954.

## Versione di Elvis Presley
La canzone è registrata dal cantante statunitense Elvis Presley nel 1960 e pubblicata nel 1964 all'interno del suo album Elvis Is Back!.

### Tracce
- Side A

1. Such a Night

- Side B

1. Never Ending

### Classifiche
| Classifica (1964) | Posizione raggiunta |
| ----------------- | ------------------- |
| Stati Uniti       | 16                  |

## Altre versioni
- Johnnie Ray (1954)
- Dinah Washington (1954; 1962)
- The Four Lovers (1956)
- Ray Stevens (1982), nell'album Don't Laugh Now
- Aaron Neville (1993), nell'album Soulful Christmas
- Cliff Richard (2013), nell'album The Fabulous Rock 'n' Roll Songbook
- Michael Bublé (2018), nell'album Love